# Факултет по транспорта (ТУ-София)
Факултет по транспорта (ФТ) към Технически Университет - София е едно от основните учебни звена на университета. Във ФТ се обучават студенти в бакалавърски и магистърски специалности, а също така и в докторските програми. Във факултета действат четири самостоятелни катедри - кат. "Двигатели, автомобилна техника и транспорт", кат. "Въздушен транспорт", кат. "Железопътна техника" и кат. "Механика" .
През 2013 г. Факултет по транспорта отбеляза своята 50-годишнина. Юбилеят беше отбелязан в рамките на ежегодната научна конференция с международно участие по авиационна, автомобилна и железопътна техника и технологии „БулТранс-2013“. През 2023 г. Факултетът празнува своята 60-годишнина.

## Специалности
Във Факултет по транспорта се обучават студенти в областта на автомобилната техника и двигателите с вътрешно горене, летателните апарати и въздушния транспорт, железопътната техника, както и организацията и управлението на транспорта.

### Към 2024 г. във ФТ се предлагат следните бакалавърски специалности[2]:
- Аерокосмическо инженерство на английски език (АКИ) - редовно, държавна поръчка:

Нарастването на комерсиалния космически сектор и развитието на космически програми в целия свят, има нарастваща потребност от квалифицирани аерокосмически инженери. Последните разработки повишиха търсенето на аерокосмически инженери, особено в страни от Южна Азия като Китай и Индия, които инвестират сериозно в аерокосмическа инфраструктура и местни производствени възможности, като по този начин отварят нови пътища за авионика, космически технологии и изследвания в областта на отбраната. По-специално, NASA, ISRO, частни компании като SpaceX и Blue Origin и международни сътрудничества активно преследват пилотирани мисии до космически дестинации. Завършилите специалността могат да се реализират в различни фирми свързани с проектиране, производство, експлоатация и поддръжка на въздухоплавателни средства и прилежащата и инфраструктура.
- Транспортна техника и технологии (ТрТТ) - редовно, държавна поръчка:

- Авиационна техника и технологии (АТТ) - редовно, държавна поръчка:

В специалността се обучават инженери за проектиране, конструиране, производство, изпитване и експлоатация на въздухоплавателни средства, както и за нуждите на дейността на летищните оператори и летищните комплекси. Студентите, обучавани в специалността, получават фундаментални общоинженерни познания в областта на: аеродинамика на летателните апарати, въздушна навигация, технология на авиационното производство, бутални двигатели, динамика на полета, радиотехника, авиационно оборудване и др. Студентите се упражняват на лабораторна техника, включваща: авиосимулатори, аеродинамични тунели, стендове за изследване на витлови летателни апарати, дронове, 3D принтери и др.
- Технология и управление на транспорта (ТУТ) - редовно, държавна поръчка;

В специалността  се обучават инженери в областта на транспортните технологии, организацията и управлението на транспортната дейност, безопасността на движението, сервизното и гаражно обзавеждане, автотехническите експертизи, екология и опазване на околната среда. Студентите, обучавани в специалността, получават фундаментални общоинженерни познания в областта на автомобилния и железопътния транспорт, комбинираните и интермодални превози, в управлението на транспортни фирми, на внедряването на водещи методи за организация и управление на транспорта, за решаването на сложни логистични проблеми, и други дейности, свързани с управлението на транспорта. Студентите се упражняват на лабораторна техника, включваща: стендове за техн. преглед на автомобила, радиоуправляеми дронове и автомобили за обследване на транспортни потоци, диагностични системи и др.
- Автотранспортна техника (АТрТ) - задочно, държавна поръчка;
- Авиационно инженерство (на английски език) - платено, само за кандидат-студенти чужденци или с двойно гражданство;
- Автомобилно инженерство (на английски език) - платено, само за кандидат-студенти чужденци или с двойно гражданство;
- Информационни технологии в транспорта (на английски език) -  платено, само за кандидат-студенти чужденци или с двойно гражданство.[източник? (Поискан днес)]

### Предлаганите магистърски специалности към 2024 г. са следните:
- Авиационна техника и технологии (АТТ);

- Транспортна техника и технологии (ТрТТ);
- Технология и управление на транспорта (ТУТ);
- Авиационно инженерство (на английски език).[източник? (Поискан днес)]

## Научна дейност
Научната дейност на факултета е свързана със симулационното и експерименталното изследване и изпитване на различни процеси и детайли. Лабораториите и оборудване на факултета включва :
- при кат. "Въздушен транспорт" - научна лаборатория с аеродинамичен тунел, три авиотренажора за различни видове летателни апарати, стенд за изпитване на витло на вертолет и др.;
- при кат. "Двигатели, автомобилна техника и транспорт" - научна лаборатория “Организация и управление на автомобилния транспорт”, научни лаборатории за стендови изпитвания на ДВГ, принтери за 3D печат, електромобил, стенд с водородна горивна клетка и др.;
- при кат. "Железопътна техника" - научна лаборатория "Железопътна техника" и др.;
- при кат. "Механика" - научна лаборатория "Вибрации и акустичен шум", научна лаборатория "Тензометрия" и др.

## Международна научна конференция "Bultrans"
Конференцията с международно участие по авиационна, автомобилна и железопътна техника и технологии Bultrans /„БулТранс“/ се организира от Факултет по транспорта към Техническия университет – София . Провежда се ежегодно от 2009 г. като част от серия научни форуми, наречена „Дни на науката на ТУ-София“. До момента са проведени четиринадесет издания, тринадесет от които в Созопол и едно, юбилейно, в София. Петнадесетото издание на конференцията – „БулТранс-2023“, се проведе в морската почивна база на ТУ-София в гр. Созопол в периода 10-13 септември 2023 г. Тематичните направления на конференцията включват:
- Авиационна техника и технологии;
- Автомобилна техника и технологии;
- Воден транспорт;
- Двигатели с вътрешно горене и алтернативни горива;
- Динамика, якост и надеждност в транспорта;
- Информационни технологии в транспорта;
- Железопътна техника и технологии;
- Зелен транспорт;
- Мениджмънт и логистика в транспорта;
- Транспортна инфраструктура.